# Neea urophylla
Neea urophylla är en underblomsväxtart som beskrevs av Paul Carpenter Standley. Neea urophylla ingår i släktet Neea och familjen underblomsväxter. Inga underarter finns listade i Catalogue of Life.